# عالم الصباح (برنامج تلفزيوني)
عالم الصباح هو برنامج تلفزيوني يبث في تلفزيون المستقبل كل صباح، ويقدمه جوزيف حويك ورولا بقسماطي وغيدا مجذوب وغادة أبو عضل حسون. يتكون من عدة فقرات مثل «و رشة ملح» و«الحلو بلبنان» و«بالسينما» و«كارمن والأبراج».

## المذيعون

### الرئيسيون
- جوزيف حويك
- رولا بقسماطي
- غيدا مجذوب: تقدم برنامج عالم الصباح وتقدم فقرة السينما[1]
- غادة أبو عضل  حسون

### الثانويون
- لمى لاوند: تقدم فقرة الموضة والجمال[1]
- كارمن شماس: تقدم فقرة «كارمن والأبراج»

### السابقون
- ريما كركي
- كارين سلامة
- يمنى شري
- نادية البساط
- نادين حيدر
- ميشال قزي

## وقت العرض
يبث عالم الصباح كل صباح مع 10 صباحا بتوقيت لبنان.

## وصلات خارجية
- الموقع الرسمي
- حلقات «عالم الصباح» في يوتيوب
- عالم الصباح في فيسبوك